# Joan Josep Barberà i Bartolomé
Joan Josep Barberà i Bartolomé (Barcelona, 25 de febrer de 1938) és un exfutbolista català de la dècada de 1960.

## Trajectòria
Començà a destacar a l'equip juvenil de l'Espanya Industrial durant la temporada 1954-55. La temporada 1956-57 ascendí a l'Amateur del FC Barcelona. Les dues temporades següents fou jugador del CD Adrianenc i CE Mercantil de Sabadell, respectivament.
Les seves bones actuacions van provocar el seu fitxatge pel RCD Espanyol, que el cedí un any al Terrassa FC de la segona divisió. Després disputà tres temporades amb l'Espanyol, una d'elles amb el primer ascens del club a primera divisió. L'any 1963 fitxà pel FC Calella, que estava a tercera, però immediatament retornà a segona de la mà del CD Eldenc, CF Badalona, UE Lleida i CE Europa. Finalitzà la seva trajectòria esportiva al CF Gavà, UDA Gramenet i CE Oliana.